# Gigolo (Helena Paparizou)
Gigolo è il terzo singolo della cantante greca Helena Paparizou estratto dal suo terzo album di studio The Game of Love. Il singolo è entrato in molte classifiche europee, tra cui quella greca e quella cipriota, dove ha raggiunto in entrambe il numero 1, e quella rumena, dove ha raggiunto il numero 5.

## Classifiche
| Classifica (2006) | Posizione massima |
| ----------------- | ----------------- |
| Cipro             | 1                 |
| Grecia            | 1                 |
| Repubblica Ceca   | 46                |
| Romania           | 5                 |
| Russia            | 66                |
| Svezia            | 11                |
| Ucraina           | 32                |